# 明石家さんま オールニッポン お願い!リクエスト
明石家さんま オールニッポン お願い!リクエスト（あかしやさんま おーるにっぽん おねがい!リクエスト）はニッポン放送で2017年4月から隔月で放送しているリクエスト番組。

## 番組概要
ニッポン放送にて、さんまは1988年3月まで『明石家さんまのラジオが来たゾ!東京めぐりブンブン大放送』に出演していた。ある日、同局のスタッフから『ニッポン放送ショウアップナイター』に生放送での出演オファーを受けたが、スケジュールの都合で一旦断った。しかし、後日同局スタッフが、さんまがレギュラーを務める『MBSヤングタウン』（MBSラジオ）を放送している、当時吹田市千里丘北に所在した毎日放送千里丘放送センターへ来訪し、『ヤングタウン』放送中に再度依頼し、「『ショウアップナイター』の直前番組で、1時間さんまが野球について語る録音なら」との条件に対して、譲歩して受諾した。しかし事前収録ということを明示せず、中継の中に現場にさんまがいる体裁で完全パッケージにて収録したコメントを差し込んで放送したことで、生放送なりの喋りに拘りを持っていたさんま本人は元より、リスナーやさんまのファンも同局に対して不信感を抱き、29年間同局の番組オファーを断っていた。
しかし、当時の担当スタッフがニッポン放送から同局関連会社に転籍以後の2017年4月から聴取率調査週間時の特別番組扱いで当該番組の編成を開始。同局もさんまとの雪解けアピールを醸し出すために、同局社屋の生放送フロアエレベーター横に「お帰りなさい明石家さんまさん」の垂れ紙を掲示、エレベーターホールからスタジオまでレッドカーペットを敷設、反省会では焼肉で持て成す手厚い厚遇で迎い入れた。
以後、ニッポン放送へさんまの番組対しての反響も大きく、放送当時の同局社長の岩崎正幸、専務取締役の松浦大介もレギュラー番組化を熱望しており、2019年時点で隔月で定期的に番組を編成しており、一部時期に企画変更で『明石家さんま・アカシヤ11（イレブン）』と題した、スポーツトーク企画に変更された時期もあったが、他は全て同番組名で編成されてきた。しかし、同社社長が現体制に移行した2019年7月から聴取率調査週間時番組編成で2020年2月まで、当該番組は編成されてこなかった。
番組構成は、放送回毎の時節柄を加味したリスナーメッセージテーマを元にしたさんまのトークとさんまがリスナーメールを通じてトーク、エピソードの面白さからリクエスト曲を掛けるか否かをジャッジする。リクエスト番組と銘打っているが、さんまのトーク尺が長くなり、楽曲が流れる曲数曲数が少なくなる場合がある。

## 出演者

### パーソナリティ
- 明石家さんま（お笑いタレント）

### アシスタント
- 増山さやか（ニッポン放送アナウンサー）

### ゲスト
- 次長課長・中川家（第20弾）
- 陣内智則（第21弾）
- ニューヨーク（第22弾）
- 博多華丸・大吉（第24弾）
- 昴生（ミキ）（第25弾）
- 八木亜希子（第26弾）

## 各回の放送概要
| 弾     | 放送日時                                  | 番組タイトル | テーマ                                          |
| ------ | ----------------------------------------- | --- | ----------------------------------------------- |
| 第1弾  | 2017年4月17日 18:00 - 21:50               | 君に耳キュン!雪どけ春の大作戦 明石家さんま オールニッポン お願い!リクエスト                                       | なし                                            |
| 第2弾  | 2017年8月21日 18:00 - 21:50               | 君に耳キュン!恋バナの大作戦! 明石家さんま オールニッポン お願い!リクエスト 男女100人夏物語!!                      | 恋バナ                                          |
| 第3弾  | 2017年10月21日 17:50 - 21:30              | 君に耳キュン!総選挙前日 秋の大作戦! 明石家さんま オールニッポン お願い!リクエスト 当選？落選 男女100人“ウソ物語”  | ウソ                                            |
| 第4弾  | 2018年3月4日 17:40 - 21:00                | 君に耳キュン!春一番大作戦 明石家さんま オールニッポン お願い!リクエスト 私の東京物語                              | 私の東京物語                                    |
| 第5弾  | 2018年6月16日 18:00 - 21:30               | ニッポン放送 ショウアップナイタースペシャル 明石家さんま オールニッポン お願い!リクエスト ～スポーツばんざーい!～ | スポーツ                                        |
| 第6弾  | 2018年10月21日 18:00 - 21:30              | 明石家さんま・アカシヤ11!(イレブン) スポーツ列伝!表と裏!? ～スポーツばんざーい!増刊号～                           | 人(スポーツ選手)                                |
| 第7弾  | 2018年12月16日 17:30 - 21:30              | 明石家さんま オールニッポン お願い!リクエスト 決定!カ～ンベンしてくれよ～!大賞2018!                               | カ～ンベンしてくれよ～な出来事                  |
| 第8弾  | 2019年2月10日 17:30 - 21:00               | 明石家さんま オールニッポン お願い!リクエスト うそやん!あ～世代間ギャップ!                                        | 世代間ギャップ!                                 |
| 第9弾  | 2019年4月15日 18:00 - 21:30               | 明石家さんま オールニッポン お願い!リクエスト イヤーん!令和までに忘れたい!男女100人赤っ恥物語!                    | 赤っ恥体験                                      |
| 第10弾 | 2019年6月10日 18:00 - 21:30               | 明石家さんま オールニッポン お願い!リクエスト これが私のミラクル体験!                                             | ミラクル体験                                    |
| 第11弾 | 2020年2月17日 18:00 - 20:50 21:00 - 21:50 | 明石家さんま オールニッポン お願い!リクエスト 七転抜刀!〜演技しました!されました!〜                               | 日常の中の演技                                  |
| 第12弾 | 2020年6月8日 18:00 - 21:50                | 明石家さんま オールニッポン お願い!リクエスト 〜ちょっと聞いてよ!愛と笑いのStay at Home!〜                        | 愛と笑いのStay at Home! （巣ごもり生活）        |
| 第13弾 | 2020年10月23日 22:00 - 24:00              | 明石家さんま オールニッポンお願い!リクエスト ～GO TO MEET!親友・悪友・くされ縁～                                  | 腐れ縁                                          |
| 第14弾 | 2021年2月15日 17:30 - 21:50               | 明石家さんま オールニッポン お願い!リクエスト 〜“えらいこっちゃ”まさかの大ピンチ!〜                               | 人生の中で遭遇したピンチ!                       |
| 第15弾 | 2021年6月14日 18:00 - 21:50               | 明石家さんま オールニッポン お願い!リクエスト “漁港の肉子ちゃん”公開記念!サイコウ家族・サイテー家族～             | サイコウ（最高）・サイテー（最低） 家族         |
| 第16弾 | 2021年10月24日 19:00 - 21:40              | 明石家さんま オールニッポン お願い!リクエスト 〜飛行機・列車・新幹線!想い出のトリップorフライト!〜                | 飛行機・列車・新幹線！想い出の Trip or Flight！ |
| 第17弾 | 2022年1月30日 19:00 - 21:40               | 明石家さんま オールニッポン お願い!リクエスト 〜心はロンリー・気持ちはハッピー!おひとり様ユートピア!〜            | “おひとり様の 喜・怒・哀・楽”の エピソード      |
| 第18弾 | 2022年6月19日 18:00 - 21:40               | 明石家さんま オールニッポン お願い!リクエスト ～栄光!ドン底? これが私の伝説の1日～                                | 伝説の1日                                       |
| 第19弾 | 2022年8月29日 18:00 - 21:50               | 明石家さんま オールニッポン お願い!リクエスト ～さんま・アイスコーヒーが好き!好き過ぎて申し訳ない～               | 好き過ぎるもの                                  |
| 第20弾 | 2022年12月19日 18:00 - 21:50              | 明石家さんま オールニッポン お願い!リクエスト ～笑いの悪魔 サンマーマン!教えてまわりの悪魔たち～                  | まわりの悪魔たち                                |
| 第21弾 | 2023年6月18日 18:00 - 21:30               | 明石家さんま オールニッポン お願い!リクエスト ～やってきました「日常日」!「仰天!日常ロードショー」～              | 日常                                            |
| 第22弾 | 2023年8月28日 18:00 - 21:50               | 明石家さんま オールニッポン お願い!リクエスト ～シーズン・イン・ザ・サンマー!教えてちょーだい真夏の出来事～       | 真夏の出来事                                    |
| 第23弾 | 2024年2月4日 18:00 - 21:30                | 明石家さんま オールニッポン お願い!リクエスト ～令和の聖徳太子!?スゴイ特技 持ってます!～                          | （リスナーの）スゴい特技                        |
| 第24弾 | 2024年6月16日 18:00 - 21:40               | 明石家さんま オールニッポン お願い!リクエスト ～心はロンリー！あぁ痛恨の大失敗!!～                                | 痛恨の失敗                                      |
| 第25弾 | 2025年2月9日 18:00 - 21:40                | 明石家さんま オールニッポン お願い!リクエスト ～その出来事は突然に！～                                            | 突然の出来事                                    |
| 第26弾 | 2025年4月27日 18:00 - 21:40               | 明石家さんま オールニッポン お願い!リクエスト ～親友・悪友・笑える仲間！いくつになってもマイフレンド♪～           | ともだちの話                                    |

## スタッフ
- 構成作家：小西マサテル